# Segnaletica stradale negli Stati Uniti d'America
La segnaletica stradale degli Stati Uniti d'America è per lo più regolata a livello federale dal Manual on Uniform Traffic Control Devices (MUTCD) e dallo Standard Highway Signs (SHS).
Dato che la segnaletica stradale non è materia di esclusiva competenza federale i vari stati federati possono decidere se adottare o meno il MUTCD nazionale: di fatto diciotto stati adottano il MUTCD nazionale così com'è, ventidue adottano il MUTCD nazionale con un supplemento statale integrativo mentre i restanti dieci adottano dei manuali statali che comunque devono essere sostanzialmente simili a quello federale. In questa voce sarà trattata solamente la segnaletica stradale adottata a livello federale e non le varianti dei singoli stati.

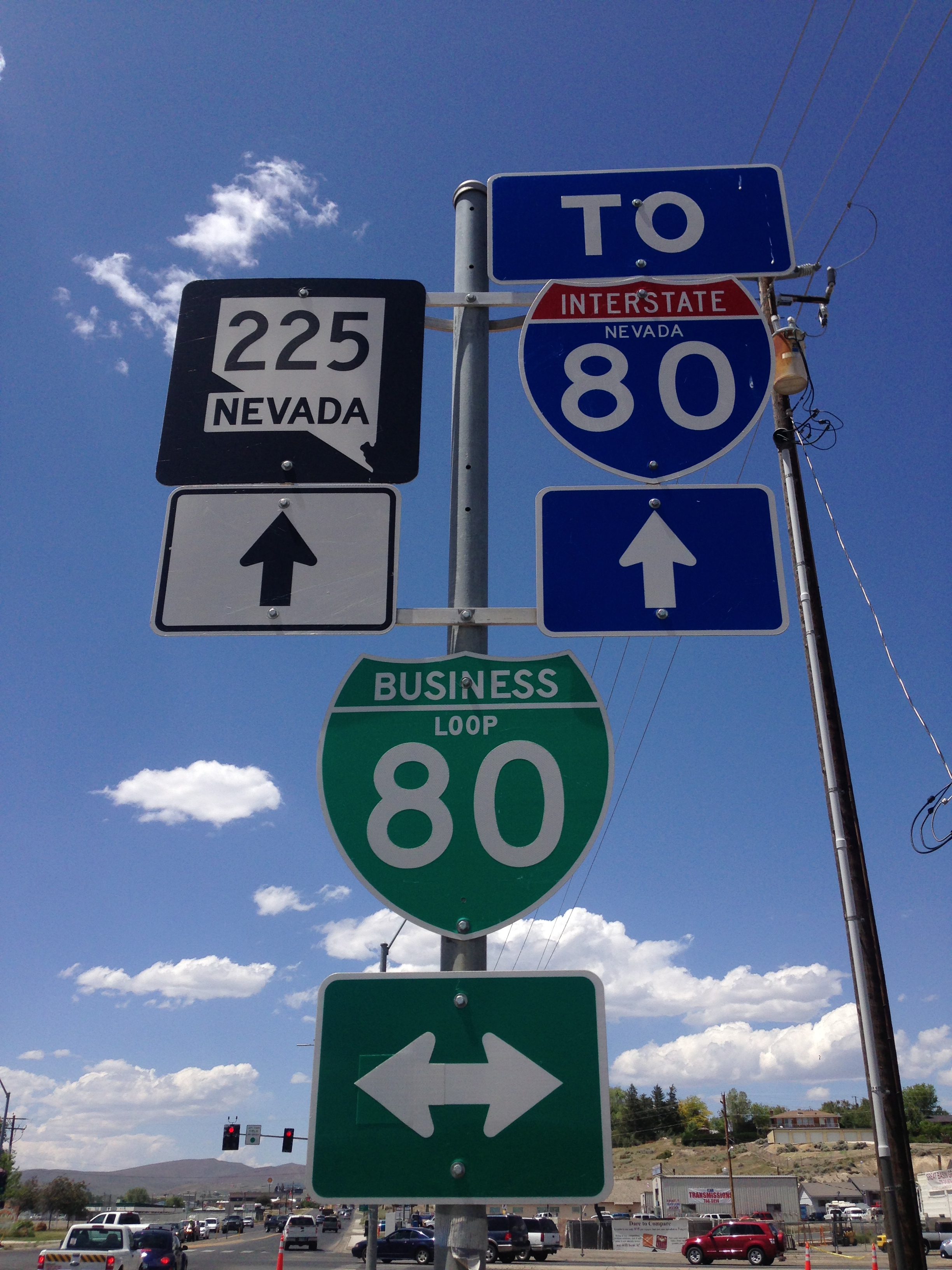
Un indicatore di itinerario che mostra le direzioni da prendere per raggiungere le strade indicate dalle tavolette numerate

## Panoramica generale
La segnaletica stradale negli Stati Uniti si può suddividere in tre grosse categorie: segnaletica verticale, segnaletica luminosa e segnaletica orizzontale.
La segnaletica verticale è a sua volta suddivisa in tre grandi sottocategorie: segnali di prescrizione, segnali di pericolo e segnali di indicazione. A queste tre categorie si affiancano i segnali per le scuole, i segnali per le emergenze, i segnali per il controllo temporaneo del traffico e i delineatori di ostacoli che costituiscono dei raggruppamenti a parte. In aggiunta a questa divisione, ogni cartello stradale è identificato da un proprio codice alfanumerico e dall'appartenenza ad una serie di segnali: ad esempio la serie W raggruppa i segnali di pericolo mentre la serie R contiene i segnali di prescrizione.
Gli Stati Uniti non adottano la convenzione di Vienna sulla segnaletica stradale e hanno sviluppato un proprio sistema di segnaletica che si caratterizza per un abbondante uso di messaggi testuali invece che di pittogrammi.
Dato che negli Stati Uniti si utilizza il sistema consuetudinario statunitense, le grandezze che compaiono nella segnaletica stradale (come distanze, velocità e masse) sono espresse in unità inglesi; nonostante ciò il MUTCD definisce i segnali anche utilizzando le unità di misura del sistema metrico decimale per quanto nella pratica il loro utilizzo sia piuttosto raro.

## Segnaletica di prescrizione
La segnaletica stradale di prescrizione ha lo scopo di esprimere regolamentazioni, obblighi e divieti. I segnali di prescrizione, salvo alcune eccezioni, sono di forma rettangolare con scritte nere e vengono installati il più vicino possibile al punto dove vige l'obbligo o il divieto indicato dal segnale. Tutti i segnali prescrizione fanno parti della serie R.
Sono qui mostrati alcuni esempi di segnali di prescrizione:

Limite di velocità
Divieto di svolta a destra
Stop
Divieto di parcheggio
Divieto di sorpasso
Divieto di accesso

## Segnaletica di pericolo
La segnaletica di pericolo ha il compito di avvertire gli utenti della strada di situazioni di pericolo inaspettate che non sarebbero facilmente percepibili senza la presenza del segnale. Salvo alcune eccezioni i cartelli stradali di pericolo hanno la forma di un quadrato avente una diagonale perpendicolare al suolo con scritte e simboli in nero su sfondo giallo. Il colore dello sfondo è arancione se i segnali sono collocati in corrispondenza di un cantiere mentre può essere verde fluorescente, al fine di attirare maggiormente l'attenzione, se i segnali riguardano attraversamenti di pedoni, ciclisti, disabili o altri utenti deboli. Tutti i segnali di pericolo fanno parte della serie W.
Sono qui mostrati alcuni esempi di segnali di pericolo:

Incrocio
Semaforo
Strettoia
Passaggio a livello
Passaggio pedonale
Operai

## Segnaletica di indicazione
La segnaletica di indicazione ha il compito di guidare gli utenti della strada durante un viaggio fornendo, ad esempio indicazioni riguardanti le strade da percorrere, la distanza da una località e i servizi disponibili in un'area di servizio oppure identificando luoghi di particolare interesse come parchi naturali, fiumi o siti di interesse storico-culturale. I segnali che fanno parte di questa categoria sono per lo più rettangolari, con sfondo verde e scritte bianche; i segnali che indicano i servizi disponibili per gli automobilisti (ad esempio nelle aree di sosta) hanno lo sfondo blu mentre le indicazioni turistiche sono caratterizzate da uno sfondo marrone. I segnali di indicazioni, a differenza dei segnali di pericolo e di prescrizione, sono suddivisi in più serie.
Sono qui mostrati alcuni esempi di segnali di indicazione

Destinazione con distanza
Percorso ciclabile
Uscita autostradale
Campeggio
Nome via
Noleggio motoslitte

## Segnaletica per scuole
La segnaletica per scuole costituisce una categoria di segnali stradali a parte, che è interamente contenuta nella serie S; si noti che alcuni segnali che riguardano situazioni attinenti alle scuole non sono inseriti in questa categoria ma in quella di prescrizione (ad esempio i passaggi pedonali).
La segnaletica per le scuole si contraddistingue per l'utilizzo del colore verde fluorescente nei cartelli stradali.

### Serie S1: scuole
La serie S1 contiene un solo segnale che indica la presenza di una scuola.
| Segnale statunitense | Significato | Spiegazione |
| -------------------- | ----------- | --- |
|                      | Scuola      | Presegnala una scuola o, se corredato da frecce diagonali, un attraversamento pedonale situato in prossimità di una scuola. |

### Serie S3: scuolabus
La serie S3 contiene due segnali riguardanti le manovre degli scuolabus.
| Segnale statunitense | Significato                       | Spiegazione                                                      |
| -------------------- | --------------------------------- | ---------------------------------------------------------------- |
|                      | Fermata scuolabus                 | Presegnala una fermata di uno scuolabus.                         |
|                      | Piazzola di manovra per scuolabus | Presegnala una piazzola dove gli scuolabus possono fare manovra. |

### Serie S4: preavvisi e pannelli complementari riguardanti le zone scolastiche
La serie S4 contiene i segnali e i pannelli complementari che preavvisano la presenza o specificano la validità delle zone scolastiche.
| Segnale statunitense | Significato                    | Spiegazione |
| -------------------- | ------------------------------ | --- |
|                      | Scuola (pannello)              | È un pannello complementare che viene posto al di sotto del segnale omonimo per specificarne il significato; può essere utilizzato anche assieme ad un limite di velocità per indicare che questo vale nelle vicinanze di una scuola. |
| oppure               | Preavviso di zona scolastica   | Preavvisa l'inizio di una zona scolastica dove si deve vige un limite di velocità ridotto. |
|                      | Validità della zona scolastica | Sono dei pannelli complementari che vengono abbinati ad un limite di velocità o ad un segnale di "Zona scolastica" per indicare quando sono valide le prescrizioni di una zona scolastica (ad esempio in una particolare fascia oraria, in alcuni giorni della settimana, quando i bambini sono nelle vicinanze o quando le luci lampeggianti sono in funzione). |
|                      | Tutto l'anno                   | È un pannello complementare che viene posto al di sotto del segnale "Scuola" per indicare che la scuola è in attività tutto l'anno. |

### Serie S5: zone scolastiche
La serie S5 contiene i segnali riguardanti l'inizio e la fine delle zone scolastiche.
| Segnale statunitense | Significato                                  | Spiegazione |
| -------------------- | -------------------------------------------- | --- |
|                      | Zona scolastica attiva con luce lampeggiante | Indica l'inizio di una zona scolastica dove si deve vige un limite di velocità ridotto quando le luci lampeggianti abbinate al segnale sono in funzione. |
| oppure               | Fine di una zona scolastica                  | Indica la fine di una zona scolastica e delle prescrizioni ad essa associate.                                                                            |

## Segnaletica per la gestione delle emergenze
La segnaletica per la gestione delle emergenze viene utilizzata per gestire il traffico e dare informazioni utili per le persone nelle situazioni di emergenza (come calamità naturali ma anche attacchi chimici e nucleari). Tutti i segnali che appartengono a questa categoria fanno parte della serie EM.
| Segnale statunitense | Significato                                        | Spiegazione |
| -------------------- | -------------------------------------------------- | --- |
|                      | Via di evacuazione in caso di uragano              | Indica una via di evacuazione da seguire in caso di urgano. |
|                      | Via di evacuazione in caso di maremoto             | Indica una via di evacuazione da seguire in caso di maremoto. |
|                      | Area chiusa                                        | Indica che l'area dopo il segnale è chiusa al traffico. |
|                      | Posto di controllo del traffico                    | Viene posizionato assieme ad un segnale di "Stop" per indicare che, date le condizioni di emergenza, tutto il traffico che intende passare oltre il punto dove è posto il segnale deve essere sottoposto ad un controllo. |
|                      | Mantenere la più alta velocità sicura              | Indica di attraversare un tratto di strada il più velocemente possibile. |
|                      | Uso della strada permesso solo con permesso        | Indica che la strada in questione può essere utilizzata dal traffico di attraversamento solo se munito di un permesso. |
|                      | Indicazione per centro medico                      | Indica la direzione per raggiungere un centro medico. |
|                      | Indicazione per centro di assistenza               | Indica la direzione per raggiungere un centro di assistenza. |
|                      | Indicazione per un centro registrazione            | Indica la direzione per raggiungere un centro registrazioni. |
|                      | Indicazione per un centro decontaminazione         | Indica la direzione da seguire per raggiungere un centro decontaminazione. |
|                      | Indicazione per rifugio di emergenza               | Indica la direzione da seguire per raggiungere un rifugio utilizzabile in caso di emergenza. |
|                      | Indicazione per rifugio in caso di uragano         | Indica la direzione da seguire per raggiungere un rifugio utilizzabile in caso di uragano. |
|                      | Indicazione per rifugio nucleare                   | Indica la direzione da seguire per raggiungere un rifugio utilizzabile in caso di attacco nucleare. |
|                      | Indicazione per rifugio in caso di attacco chimico | Indica la direzione da seguire per raggiungere un rifugio utilizzabile in caso di attacco chimico. |

## Segnaletica per il controllo temporaneo del traffico
I segnali per il controllo temporaneo del traffico vengono utilizzati per gestire e deviare i veicoli in caso di incidenti di lunga durata. I cartelli che vengono utilizzati per gestire queste situazioni non sono altro che segnali di pericolo, prescrizione o informazione il cui sfondo originario è stato rimpiazzato da uno di colore rosa fluorescente; dato che si distinguono dagli altri segnali solamente per il colore dello sfondo questi segnali non sono classificati in una serie a sé stante.
Sono qui mostrati due esempi di segnali per il controllo temporaneo del traffico:

Deviazione (a sinistra)
Deviazione (a destra)

## Delineatori di ostacoli
I delineatori di ostacoli hanno lo scopo di segnalare al meglio gli ostacoli situati in strada o nelle sue vicinanze che potrebbero essere fonte di pericolo per gli utenti della strada. Tutti i delineatori di ostacoli fanno parte della serie OM.

### Serie OM1: ostacolo in strada
La serie OM1 contiene i delineatori di ostacoli usati per segnalare gli ostacoli che si trovano in strada.
| Segnale statunitense | Significato        | Spiegazione                           |
| -------------------- | ------------------ | ------------------------------------- |
| oppure               | Ostacolo in strada | Indica un ostacolo situato in strada. |

### Serie OM2: ostacolo nelle vicinanze di una strada
La serie OM2 contiene i delineatori di ostacoli usati per segnalare gli ostacoli che si trovano nelle vicinanze di una strada.
| Segnale statunitense | Significato                                                      | Spiegazione                                               |
| -------------------- | ---------------------------------------------------------------- | --------------------------------------------------------- |
| oppure               | Ostacolo nelle vicinanze di una strada (montato verticalmente)   | Indica un ostacolo situato nelle vicinanze di una strada. |
| oppure               | Ostacolo nelle vicinanze di una strada (montato orizzontalmente) | Indica un ostacolo situato nelle vicinanze di una strada. |

### Serie OM3: ostacolo in strada o nelle sue vicinanze
La serie OM3 contiene i delineatori di ostacoli usati per segnalare gli ostacoli che si trovano in strada o nelle sue vicinanze.
| Segnale statunitense | Significato                                              | Spiegazione |
| -------------------- | -------------------------------------------------------- | --- |
|                      | Ostacolo in strada o nelle sue vicinanze (lato sinistro) | Indica un ostacolo situato a sinistra; i veicoli devono passare a destra dell'ostacolo.                                   |
|                      | Ostacolo in strada o nelle sue vicinanze (centrale)      | Indica un ostacolo situato al centro di una strada; i veicoli possono passare sia a destra, sia a sinistra dell'ostacolo. |
|                      | Ostacolo in strada o nelle sue vicinanze (lato destro)   | Indica un ostacolo situato a destra; i veicoli devono passare a sinistra dell'ostacolo.                                   |

### Serie OM4: fine della strada
La serie OM4 contiene i delineatori di ostacoli usati per segnalare la fine di una strada.
| Segnale statunitense | Significato       | Spiegazione                   |
| -------------------- | ----------------- | ----------------------------- |
| oppure               | Fine della strada | Indica la fine di una strada. |

## Segnaletica luminosa
La segnaletica luminosa utilizzata negli Stati Uniti comprende i semafori veicolari utilizzati alle intersezioni, i semafori pedonali, le lanterne semaforiche per corsie reversibili, i semafori per gli attraversamenti pedonali semaforizzati, i semafori che gestiscono l'immissione in strada dei veicoli di emergenza, i semafori per i passaggi a livello e le luci lampeggianti abbinate ai segnali verticali.

### Semafori veicolari
I semafori veicolari adottati negli Stati Uniti seguono la seguente successione dei colori: verde - giallo - rosso - verde. Il colori hanno i seguenti significati:
- Luce verde circolare: indica ai veicoli che è possibile impegnare l'incrocio e procedere in ogni direzione (salvo che non ci siano altri segnali che proibiscano questa manovra); bisogna comunque dare la precedenza ai pedoni in attraversamento ai passaggi pedonali. I pedoni, se non esiste un apposito segnale pedonale, possono attraversare la strada.
- Luce verde con freccia: è possibile impegnare l'incrocio e procedere solo nella direzione indicata dalla freccia; i pedoni, a meno che non sia data un'indicazione contraria da un apposito segnale pedonale, non possono attraversare la strada.
- Luce gialla circolare: indica che a breve si accenderà una luce rossa e che i veicoli che sono in grado di farlo in sicurezza devono arrestarsi prima dell'incrocio. I pedoni, a meno che non sia data un'indicazione contraria da un apposito segnale pedonale, non possono attraversare la strada.
- Luce gialla con freccia: indica che a breve si accenderà una luce rossa nella direzione della freccia e che i veicoli che sono in grado di farlo in sicurezza devono arrestarsi prima dell'incrocio. I pedoni, a meno che non sia data un'indicazione contraria da un apposito segnale pedonale, non possono attraversare la strada.
- Luce rossa circolare: indica ai veicoli che non è possibile impegnare l'incrocio; sono tuttavia permesse (in assenza di segnaletica che le vieti esplicitamente) le svolte a destra dopo che il veicolo abbia compiuto un arresto completo. I pedoni, a meno che non sia data un'indicazione contraria da un apposito segnale pedonale, non possono attraversare la strada.
- Luce rossa con freccia: indica ai veicoli che non è possibile svoltare nella direzione indicata dalla freccia[5]. I pedoni, a meno che non sia data un'indicazione contraria da un apposito segnale pedonale, non possono attraversare la strada.
- Luce gialla lampeggiante: indica che un semaforo è stato disattivato; i veicoli che vedono la luce gialla lampeggiante possono impegnare l'incrocio e hanno la precedenza sui veicoli che provengono dalle altre strade (dove di solito è in funzione una luce rossa lampeggiante). I pedoni, a meno che non sia data un'indicazione contraria da un apposito segnale pedonale, possono attraversare la strada.
- Luce gialla lampeggiante con freccia: indica ai veicoli che un semaforo è stato disattivato; i veicoli che vedono la luce gialla lampeggiante possono impegnare l'incrocio in direzione della freccia e hanno la precedenza sui veicoli che provengono dalle altre strade (dove di solito è in funzione una luce rossa lampeggiante). I pedoni, a meno che non sia data un'indicazione contraria da un apposito segnale pedonale, possono attraversare la strada.
- Luce rossa lampeggiante: indica che un semaforo è stato disattivato; i veicoli che vedono la luce rossa lampeggiante devono trattarla alla stregua di un segnale di stop. Questa luce è utilizzata sulle strade che, quando un semaforo è disattivato, non godono della precedenza; la luce rossa lampeggiante può essere collocate anche su tutte le strade che arrivano ad un semaforo ed in tal caso l'incrocio è regolato come un all-way stop. I pedoni, a meno che non sia data un'indicazione contraria da un apposito segnale pedonale, possono attraversare la strada.
- Luce rossa lampeggiante con freccia: indica che un semaforo è stato disattivato; i veicoli che vedono la luce rossa lampeggiante devono trattarla alla stregua di un segnale di stop e possono svoltare, dopo essersi fermati, nella direzione indicata dalla freccia. Questa luce è utilizzata sulle strade che, quando un semaforo è disattivato, non godono della precedenza. I pedoni, a meno che non sia data un'indicazione contraria da un apposito segnale pedonale, possono attraversare la strada.

### Semafori pedonali

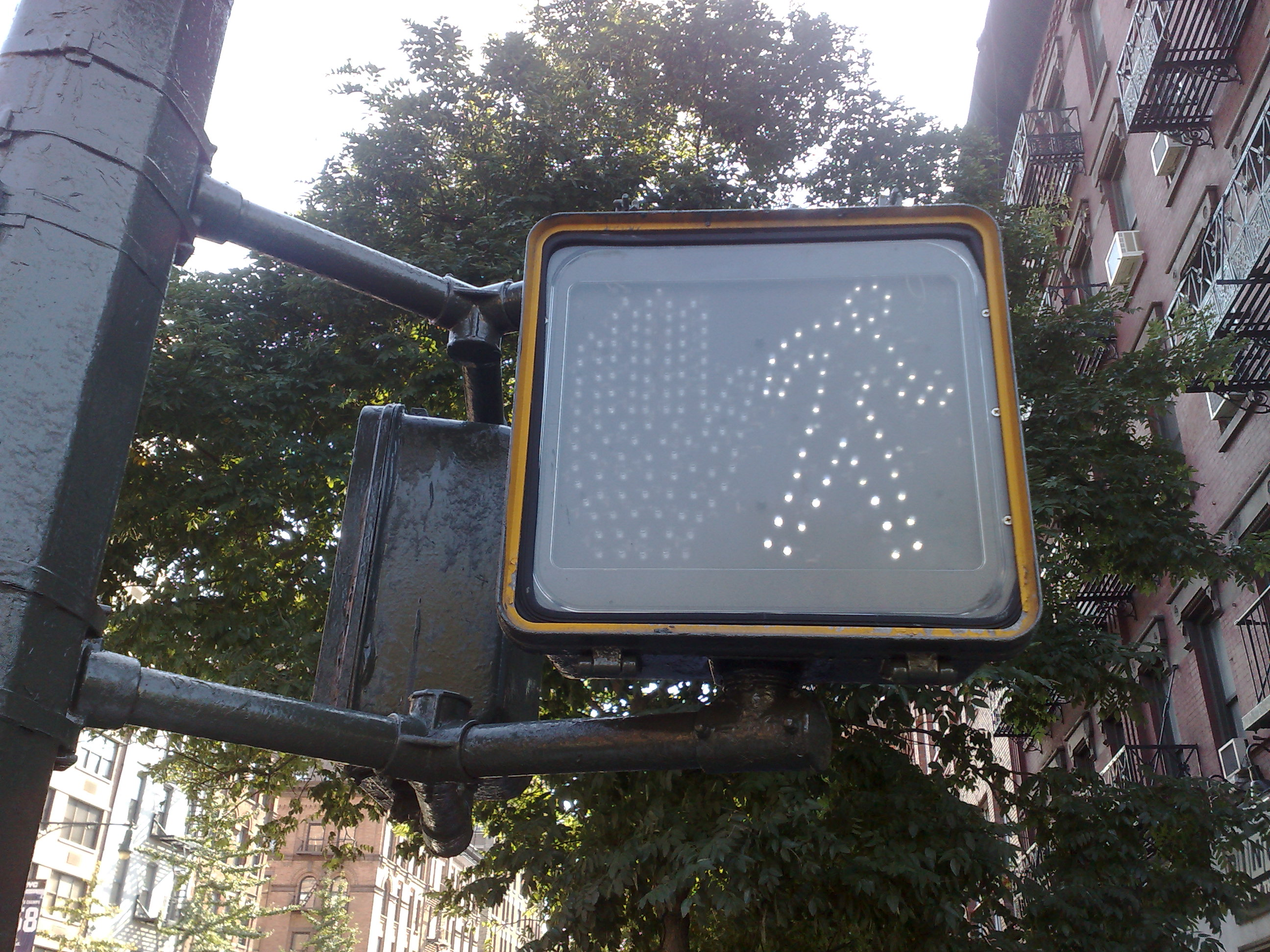
Segnale pedonale con luce bianca a forma di pedone

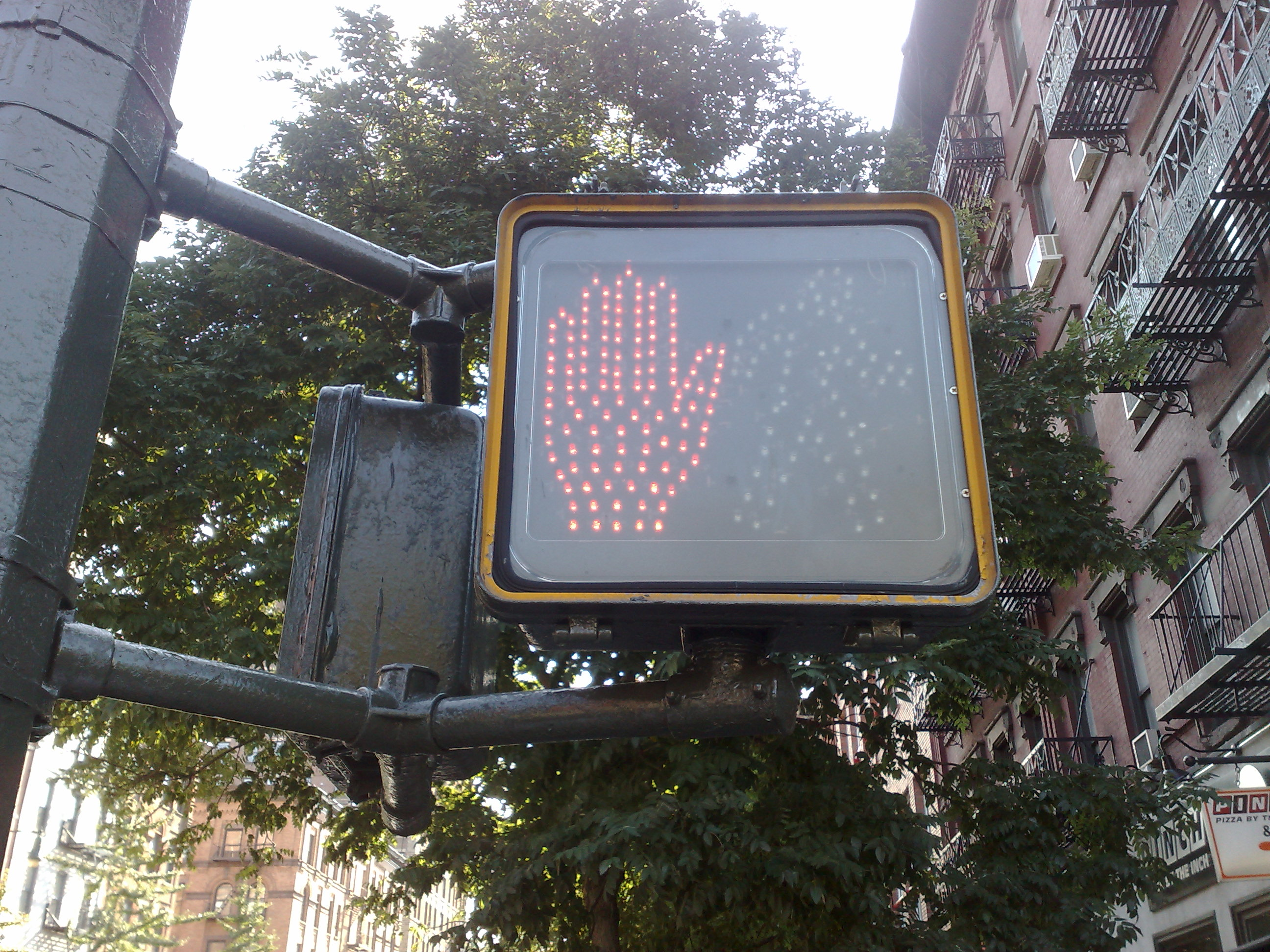
Segnale pedonale con luce arancione a forma di mano

I semafori pedonali sono di forma quadrata e mostrano due luci su sfondo nero: il pittogramma bianco di un pedone e il pittogramma di colore arancione Portland di una mano; spesso è presente un timer, con cifre sempre in colore arancio, per indicare il tempo disposizione per l'attraversamento. A seconda di quale pittogramma è illuminato si hanno le seguenti indicazioni:
- Pittogramma di pedone fisso: indica ai pedoni che è possibile attraversare la strada.
- Pittogramma della mano lampeggiante: indica ai pedoni che non è possibile attraversare la strada ma che quelli che la stanno già attraversando hanno tempo a sufficienza per attraversarla nella sua interezza. Quando si attiva la luce a forma di mano lampeggiante si attiva anche l'eventuale timer.
- Pittogramma della mano fisso: indica ai pedoni che non è possibile attraversare la strada.

Oltre ai questa tipologia di segnali è possibile ritrovare anche quelli che mostrano la scritta bianca WALK e quella arancione DON'T WALK dove le due scritte hanno lo stesso significato rispettivamente del pedone e dalla mano. Semafori di quest'ultimo tipo non vengono più installati anche se quelli ancora presenti mantengono la loro validità fino alla fine della loro vita utile.

### Lanterne semaforiche per corsie reversibili
Le lanterne semaforiche per corsie reversibili sono collocate a ponte al di sopra della strada e servono a chiudere o ad aprire alla circolazione le corsie sopra alle quali sono poste. I segnali utilizzati hanno i seguenti significati:
- Freccia verde diretta verso il basso: indica che la corsia sopra alla quale è posto il segnale è aperta alla marcia dei veicoli.
- Croce gialla: indica che la corsia sopra alla quale è posto il segnale deve essere sgombrata al più presto dai veicoli che la stanno percorrendo.
- Croce rossa: indica che la corsia sopra alla quale è posto il segnale è preclusa alla marcia dei veicoli.
- Freccia bianca verso sinistra: indica che la corsia sopra alla quale è posto il segnale può essere utilizzata solo per le operazioni di svolta a sinistra.
- Doppia freccia bianca verso sinistra: indica che la corsia sopra alla quale è posto il segnale può essere utilizzata solo per le operazioni di svolta a sinistra dai veicoli prevenienti da entrambe le direzioni.

### Altre tipologie di segnali luminosi
Oltre ai casi già citati la segnaletica luminosa può essere utilizzata anche per gestire attraversamenti pedonali semaforizzati, immissioni in strada di veicoli di emergenza, ponti mobili e passaggi a livello: in questi casi l'arresto dei veicoli è ordinata dall'accensione di due luci rosse lampeggianti.
Oltre che a regolare attraversamenti o incroci, le luci luminose lampeggianti, gialle o rosse, possono essere abbinate ai segnali di pericolo o prescrizione al fine di attirare maggiormente l'attenzione sul pericolo o sulla prescrizione indicata dal segnale; le luci rosse sono utilizzate solo con i segnali di "Stop", "Divieto di accesso" e "Senso vietato" mentre in tutti gli altri casi vengono utilizzate le luci gialle.

## Segnaletica orizzontale
La segnaletica orizzontale utilizzata negli Stati Uniti d'America è costituita da demarcazioni di colore bianco, giallo, rosso, blu e viola. Le demarcazioni rosse servono a indicare le vie di scampo per autocarri in avaria oppure come avvertimento per i conducenti che imboccano una strada a senso unico contromano, le demarcazioni blu sono utilizzate per delimitare i parcheggi per disabili mentre le demarcazioni viola sono utilizzate esclusivamente nei pressi delle barriere per il pagamento del pedaggio al fine di demarcare le corsie utilizzabili dai veicoli che possono usufruire dei sistemi di pagamento automatici elettronici. Le linee gialle sono utilizzate per delimitare la separazione tra correnti di traffico opposte (ovvero per la linea di mezzeria centrale) e per demarcare i margini sinistri delle strade a senso unico o a carreggiate separate. Tutte le altre demarcazioni (corsie relative allo stesso senso di marcia, margini della strada, linee di arresto, linee di attesa, rallentatori ottici, parcheggi, ...) sono di colore bianco.

### Demarcazioni longitudinali

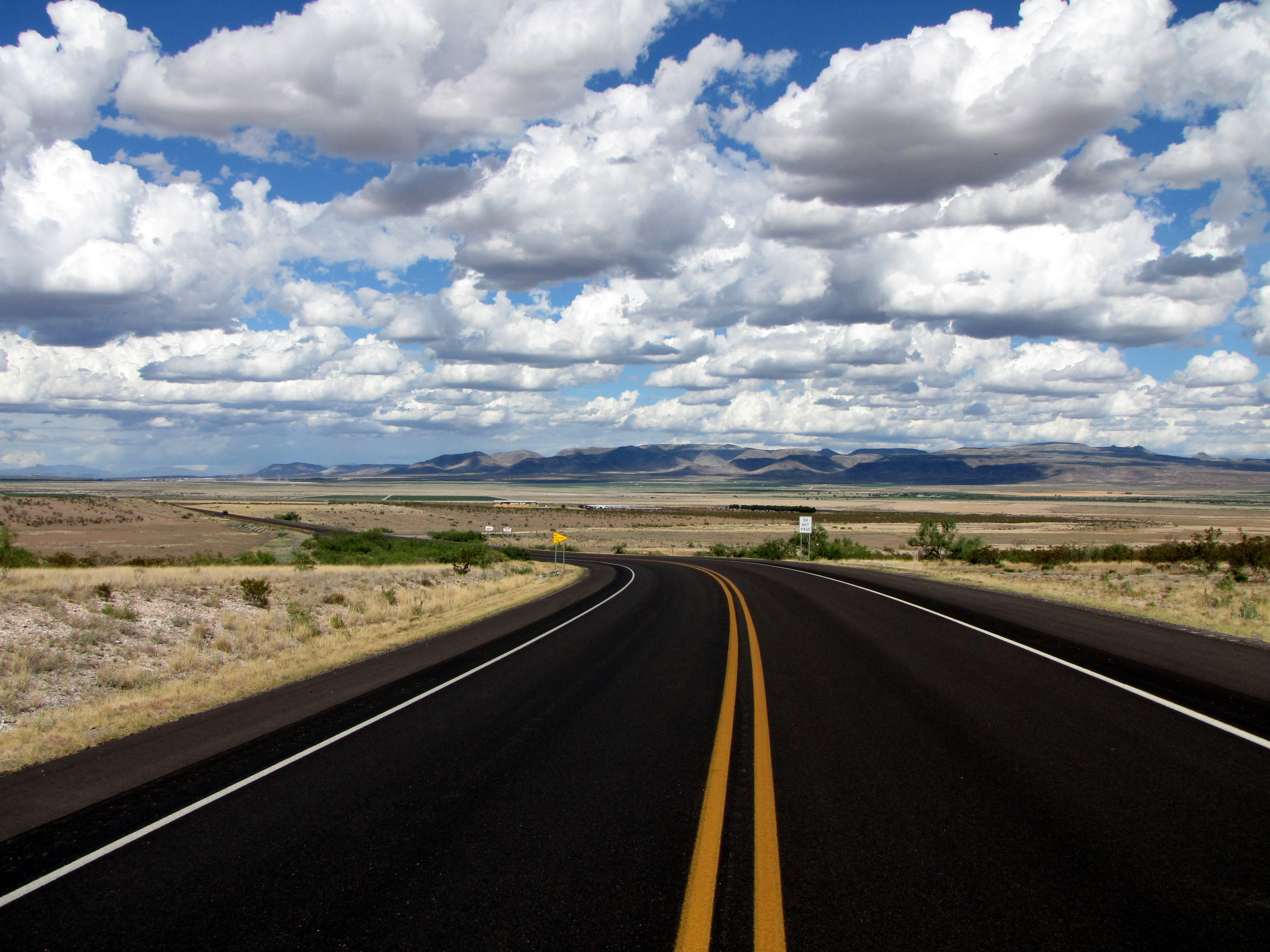
Una strada nello stato del Nevada. Si noti la linea di mezzeria di colore giallo.

Si distinguono quattro tipi di demarcazioni longitudinali:
- Linea discontinua: indica che la linea può essere sorpassata.
- Linea tratteggiata: serve a delimitare un cambiamento del numero di corsie oppure ha funzione di guida ottica del traffico.
- Linea continua: indica che, a seconda del contesto, il sorpasso della linea è vietato (linea gialla di mezzeria) o scoraggiato (linea bianca).
- Doppia linea continua: ha lo stesso significato della linea continua ma viene utilizzata per enfatizzare una prescrizione.

Se una linea discontinua è affiancata ad una linea continua la possibilità di sorpassare la demarcazione è concessa solamente ai veicoli che hanno la linea discontinua immediatamente alla loro sinistra.

### Demarcazioni trasversali

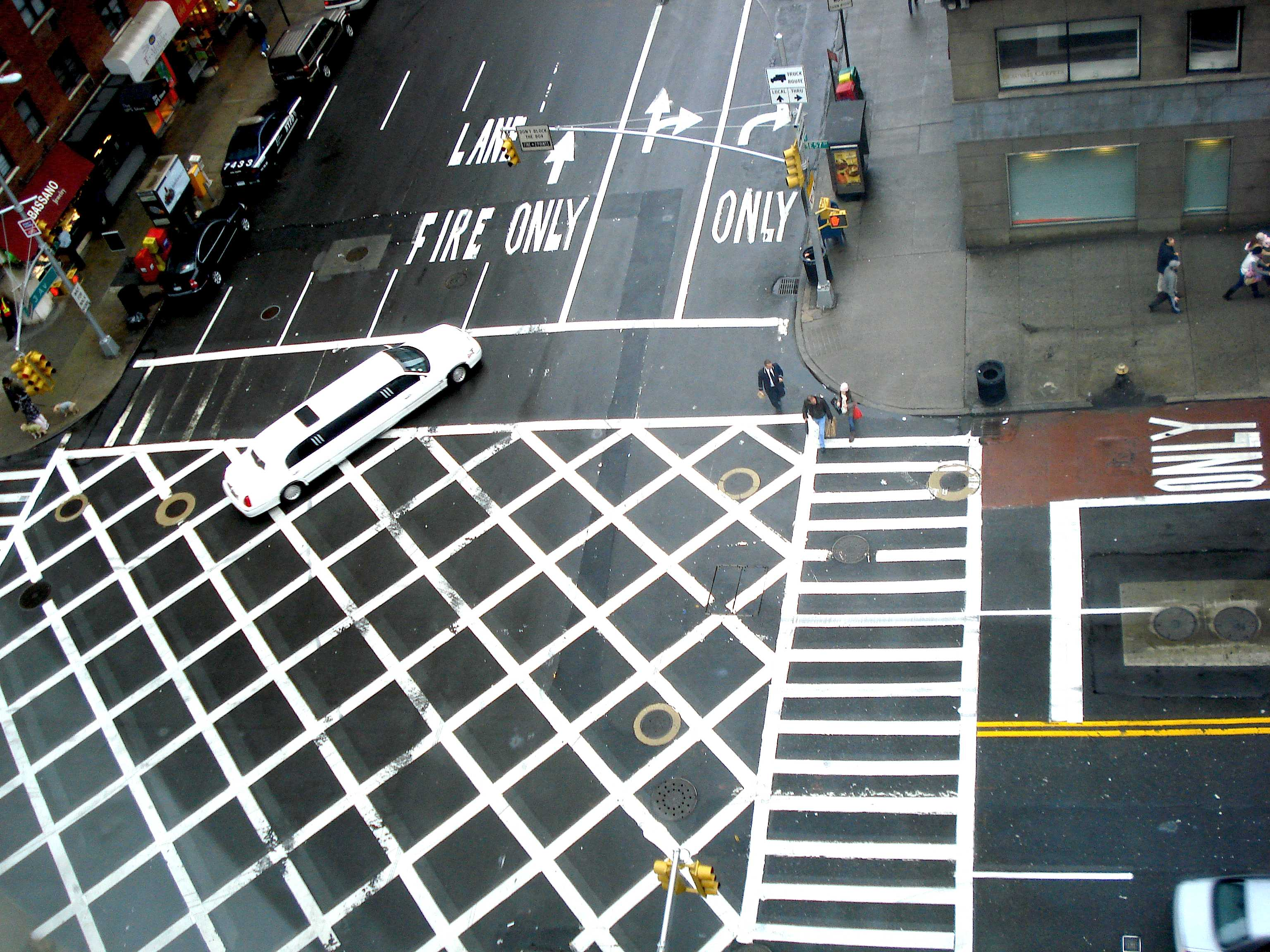
Un incrocio con box junction a New York.

Le demarcazioni trasversali comprendono le linee di arresto e di attesa, gli attraversamenti pedonali, le frecce e le parole disegnate sulla carreggiata, le box junction, i rallentatori ottici, i preavvisi di dossi rallentatori di velocità e le demarcazioni per le corsie preferenziali.
Sono qui descritti l'aspetto e le funzioni delle principali demarcazioni trasversali:
- Linea di arresto: è la linea trasversale che indica si devono arrestare i veicoli ad un segnale di "Stop"; può essere preceduta dalla scritta STOP.
- Linea di attesa: è una serie di triangoli bianchi che indica dove si devono eventualmente arrestare i veicoli ad un segnale di "Dare precedenza"; può essere preceduta da un simbolo avente la forma di triangolo o dalla scritta YIELD[9].
- Attraversamento pedonale: sono due linee trasversali parallele che delimitano un'area della strada appositamente designata per l'attraversamento da parte dei pedoni; al posto delle linee trasversali possono essere utilizzate delle strisce parallele diagonali o longitudinali.
- Frecce disegnate sulla carreggiata: sono delle frecce di colore bianco che indicano le direzioni che si possono prendere incanalandosi in una corsia; se la direzione possibile è soltanto una la freccia è corredata dalla scritta ONLY[10]. Le frecce possono essere usate anche per indicare una riduzione del numero di corsia oppure per indicare il corretto verso di percorrenza di una strada a senso unico.
- Box junction: si tratta di una griglia composta da linee bianche incrociate che viene disegnata nell'area di intersezione di un incrocio per indicare ai veicoli di non occupare la zona dell'incrocio se non saranno certi di poterla sgomberare velocemente. Lo stesso risultato può essere ottenuto disegnando nell'area dell'incrocio un rettangolo dai bordi bianchi oppure scrivendo le frasi DO NOT BLOCK o KEEP CLEAR[11].
- Rallentatori ottici: si tratta di una serie di rettangolini bianchi che vengono disegnati ai lati di una corsia di marcia per indicare ai veicoli che devono ridurre fortemente la velocità. I rettangolini (che possono essere sostituiti anche da linee orizzontali trasversali) si infittiscono sempre di più all'avvicinarsi del punto in cui è situato il pericolo che è causa della riduzione di velocità (ad esempio una curva stretta).
- Preavvisi di dossi rallentatori: si tratta di una serie di punte di freccia di colore bianco che vengono disegnate prima di una serie di dossi rallentatori al fine di indurre i guidatori a ridurre la loro velocità.
- Demarcazioni per le corsie preferenziali: si tratta di un simbolo a forma di rombo di colore bianco che è usato per demarcare una corsia preferenziale.